# Ademola Ola-Adebomi
Ademola Oladipupo Ola-Adebomi (Londen, 3 september 2003) is een Engels voetballer die bij voorkeur speelt als spits. In het seizoen 2024-25 speelt hij voor SK Beveren, dat hem huurt van het Engelse Crystal Palace.

## Carrière
Ola-Adebomi, die wordt omschreven als een centrumspits, begon als jonge speler bij Crystal Palace FC. Hij doorliep de jeugdacademie en tekende in april 2022 zijn eerste professionele contract bij de club. Hij speelde voornamelijk bij de U21 in het seizoen 2022-23. 
Ola-Adebomi zat voor het eerst in de selectie van het eerste elftal van Crystal Palace in september 2023, tijdens de Premier League-wedstrijd tegen Manchester United die Palace met 1-0 won, maar hij bleef op de bank. Hij speelde dat seizoen voor de club in de EFL Trophy en scoorde 12 doelpunten in 21 wedstrijden voor het Crystal Palace U21-team voordat hij in januari 2024 voor zes maanden werd uitgeleend aan Burton Albion.
Ola-Adebomi maakte zijn professionele debuut op 27 januari 2024, toen Burton uit speelde in EFL League One tegen Cambridge United.  Het weekend daarop maakte hij zijn eerste competitiestart toen Burton tegen Lincoln City speelde.
Op 6 augustus 2024 werd bekend dat Ola-Adebomi werd uitgeleend aan de Belgische club SK Beveren tot het einde van het seizoen 2024-25.